# Чарни (футбольный клуб, Жагань)
«Ча́рни Жагань» (пол. Czarni Żagań) — польский футбольный клуб из города Жагань, финалист кубка Польши из 1965 года.

## История
Клуб основан в октябре 1957 года по инициативе военных чиновников, среди которых был Чеслав Мочородыньский. В разное время в клубе функционировали секции по десяти видам спорта:
- бокс (1957—1962)
- бридж (1971—1977)
- велоспорт (1958—1971)
- баскетбол (1958—1963)
- волейбол (1958—1987)
- футбол (1957—н. в.)
- гандбол (1957—н. в.)
- шахматы (1958—1976)
- тяжёлая атлетика (1958—1963)
- стрелковый спорт (1952—1967)[источник не указан 5220 дней]

## Достижения
- Финалист Кубка Польши: 1965